# Zweizahn-Küstenschnecke

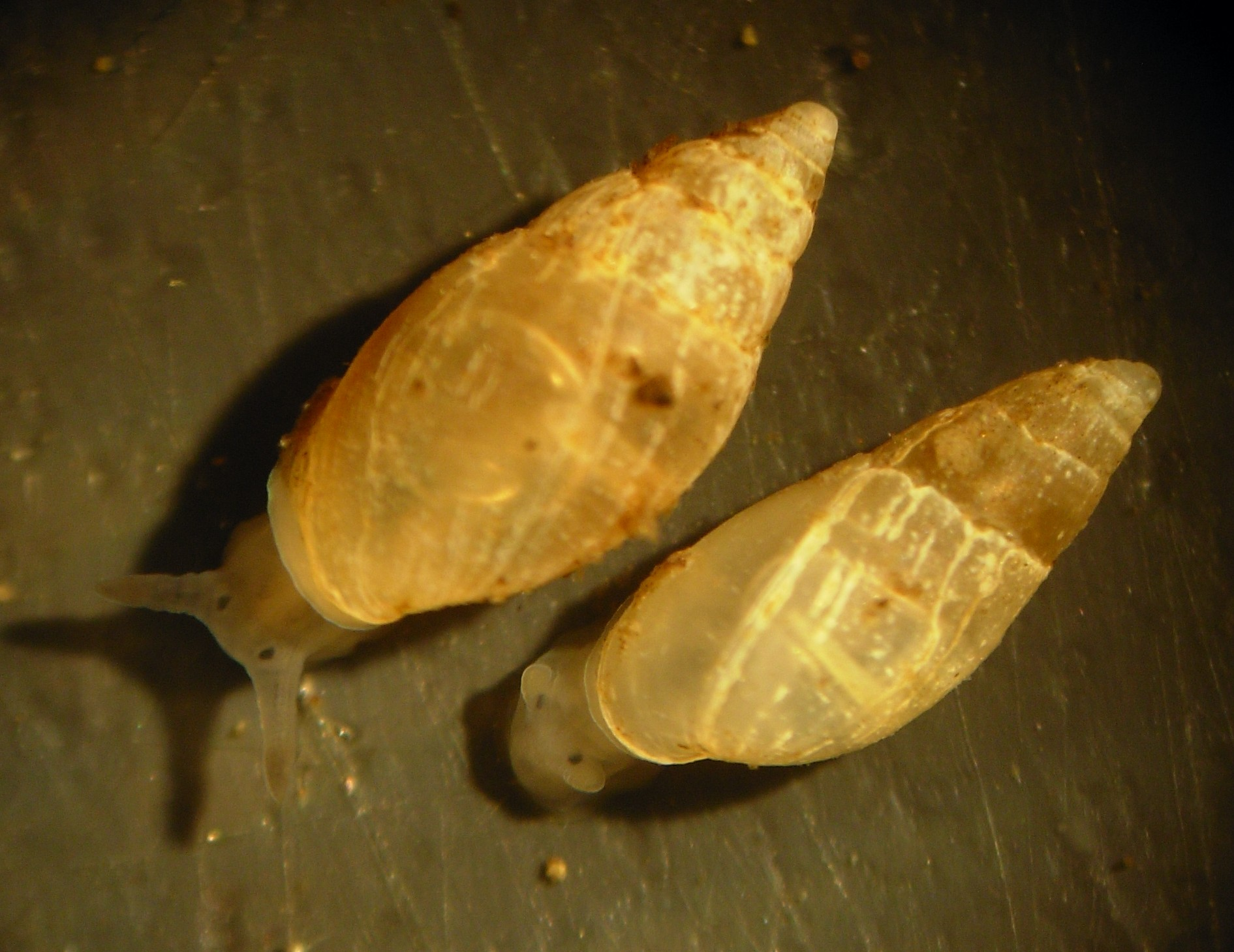
Mäuseöhrchen (Myosotella myosotis) (links) und Zweizahn-Küstenschnecke (Leucophytia bidentata) (rechts)

Die Zweizahn-Küstenschnecke (Leucophytia bidentata) ist eine Schneckenart aus der Familie der Küstenschnecken (Ellobiidae) in der Ordnung der Lungenschnecken (Pulmonata). Es ist die einzige Art der monotypischen Gattung Leucophytia.

## Merkmale
Das spindelförmige Gehäuse ist 5 bis 7 mm hoch und 2 bis 4 mm breit (5 bis 6 mm hoch, 2 bis 3 mm breit). Es hat 6 bis 7 Windungen mit wenig gewölbter, fast gerader Peripherie und sehr seichter Naht. Die letzte Windung nimmt fast 75 % der Gesamtgehäusehöhe ein. Der Apex ist vergleichsweise stumpf zulaufend. Die Mündung ist länglich, halbmondförmig und oben zusammengedrückt, sie erreicht die Hälfte bis zwei Drittel der Gehäusehöhe. Innen ist ein schwacher Parietalkallus entwickelt. An der Spindelwand sind zwei Falten ausgebildet, eine kleinere, gewundene Falte nahe der Mündungswand und eine etwas größerer Falte über dieser. Es ist kein Nabel vorhanden. Die Gehäuse variiert nur wenig in der Farbe, von hornfarben bis rotbraun.
Die Tiere sind protandrische Hermaphroditen, d. h., sie sind zunächst Männchen und werden dann später Weibchen. In erwachsenen Tieren nehmen die Geschlechtsdrüsen die obersten Windungen ein. Von den männlichen Geschlechtsdrüsen führt zunächst ein sehr dünner Leiter durch die Verdauungsdrüse und erweitert sich dann sackartig; der Leiter ist in diesem Bereich auch stark gewunden. Dieser Bereich dient während eines Teils des Jahres zur Aufbewahrung der Spermien. Er ist hellweiß und undurchsichtig. Kurz vor dem Erreichen der Albumindrüse teilt sich der Leiter in einen geraden Samenleiter und einen Eileiter. Ab hier ist das männliche und das weibliche Genitalsystem getrennt. An der Verzweigungsstelle ist eine kleine kugelige Drüse ausgebildet. Der Samenleiter verläuft gerade zur zylindrischen, undurchsichtigen Prostata. Der Samenleiter, der die Prostata verlässt ist dünn und gewunden, und tritt am Apex in den (eingestülpten) Penis ein. Der Penis ist etwas weniger als körperlang.
Der Eileiter erweitert sich dagegen, wird dickwandig und drüsig, und bildet die hintere Schleimdrüse. Am unteren Ende nimmt der Eileiter die Sekrete der Albumindrüse auf. Die zungenförmige Albumindrüse ist dick und stämmig. Der Eileiter ist lang und erweitert sich distal zur Vagina. Die Samenblase ist rundlich und sitzt auf einem sehr langen, dünnen Stiel.

### Ähnliche Arten
Die Zweizahn-Küstenschnecke (Leucophytia bidentata) ähnelt dem Mäuseöhrchen (Myosotella myosotis). Dessen Gehäuse ist jedoch etwas größer und dicker.

## Geographische Verbreitung und Lebensraum
Das Verbreitungsgebiet der Art erstreckt sich entlang der Küste des Ostatlantiks von den Britischen Inseln bis zum Golf von Biskaya. Aus der Nordsee liegt ein Einzelfund von Helgoland vor. Im Mittelmeer kommt die Art bis in die Westtürkei vor.
Es ist eine halbmarine Art, die um die Spritzwassermarke herum unter Steinen und im Spülmaterial des Meeres lebt. Oft wird sie auch an offenen Stränden, weniger häufig in Ästuaren und von Gezeiten beeinflussten Lagunen angetroffen. Sie toleriert höhere Salzkonzentrationen als das verwandte Mäuseöhrchen (Myosotella myosotis).

## Lebensweise
Die Tiere leben meist außerhalb des Wassers und sind Detritusfresser. Sie vermehren sich im Sommer, etwa von Juni bis September und legen 12 bis 30 Eier ab, die einen Durchmesser von 0,6 bis 0,7 mm haben. Die Gelege werden an einen festen Untergrund angeheftet. Die Jungtiere schlüpfen nach 14 bis 16 Tagen und werden noch im Herbst desselben Jahres geschlechtsreif (Männchen). Sie leben dann noch zwei Jahre, in denen sie sich reproduzieren.

## Taxonomie
Das Taxon wurde 1803 von George Montagu als Voluta bidentata aufgestellt. Es ist die Typusart der monotypischen Gattung Leucophytia Winckworth, 1949. Dieser Name ist ein Ersatzname für Leuconia Gray, 1840, ein Gattungsname, der durch Leuconia Grant, 1833 präokkupiert und damit ungültig ist.
Die Gattung Leucophytia wird häufig als Untergattung von Auriculinella Tausch, 1886 betrachtet. Diese Gattung basiert jedoch auf einer oberkretazischen Typusart. Die Gattungszugehörigkeit ist daher für manche Autoren nicht gesichert. Die Fauna Europaea bezeichnet das Taxon daher als Leucophytis bidentata und verzeichnet folgende Synonyme:
- Auricula bivonae Philippi, 1844[6]
- Alexia kobelti Caruana-Gatto, 1890[7]
- Alexia paivana L. Pfeiffer, 1866[8]

## Belege